# فيروس نيويورك
فيروس نيويورك هو من فيروسات هنتا. اكتُشف للمرة الأولى في جزيرة خارج نيويورك. يرتبط هذا الفيروس مع متلازمة فيروس هنتا الرئوية.